# フリーデマン・レイヤー
- フリーデマン・ライヤー
- フリーデマン・ライアー

フリーデマン・レイヤー（Friedemann Layer, 1941年10月30日 - 2019年11月3日）は、オーストリア出身の指揮者。
ウィーンの出身。地元の音楽院でハンス・スワロフスキーに指揮法を学ぶ。ウルムやザルツブルクでヘルベルト・フォン・カラヤンやカール・ベームの助手を務めて経験を積み、1974年にライン・ドイツ・オペラの指揮者となった。1987年から1990年までマンハイムの歌劇場の音楽総監督を務めた。1994年から2007年までモンペリエ国立歌劇場の音楽監督を務めたが、2007年から2009年までマンハイムの歌劇場の音楽総監督に再任されている。
ポツダムにて没。